# Evelyn Beatrice Hall
Evelyn Beatrice Hall  (* 28. September 1868 in Shooter’s Hill, Metropolitan Borough of Greenwich; † 13. April 1956 in Wadhurst, East Sussex) war eine englische Schriftstellerin, die unter dem Pseudonym S. G. Tallentyre schrieb. Sie ist vornehmlich für ihre 1903 erschienene Biografie The Life of Voltaire bekannt.
In ihrem weiteren, 1906 in London erschienenen Werk The Friends of Voltaire, welches in zehn Biographien zehn wichtige Mitstreiter (Freunde) Voltaires im Kampf der Aufklärung gegen das Infame vorstellt, legt die Autorin E. B. Hall Voltaire das viel zitierte Bonmot „Ich missbillige, was Sie sagen, aber ich werde bis zum Tod Ihr Recht verteidigen, es zu sagen“ (“I disapprove of what you say, but I will defend to the death your right to say it”) in den Mund, als Illustration von Voltaires Einstellungen. Dieser Satz wird auf zahlreichen Internet-Plattformen zur Beschreibung des Prinzips der Meinungsfreiheit fälschlicherweise Voltaire selbst zugeschrieben, obwohl er sich in dessen Werken nirgendwo finden lässt.

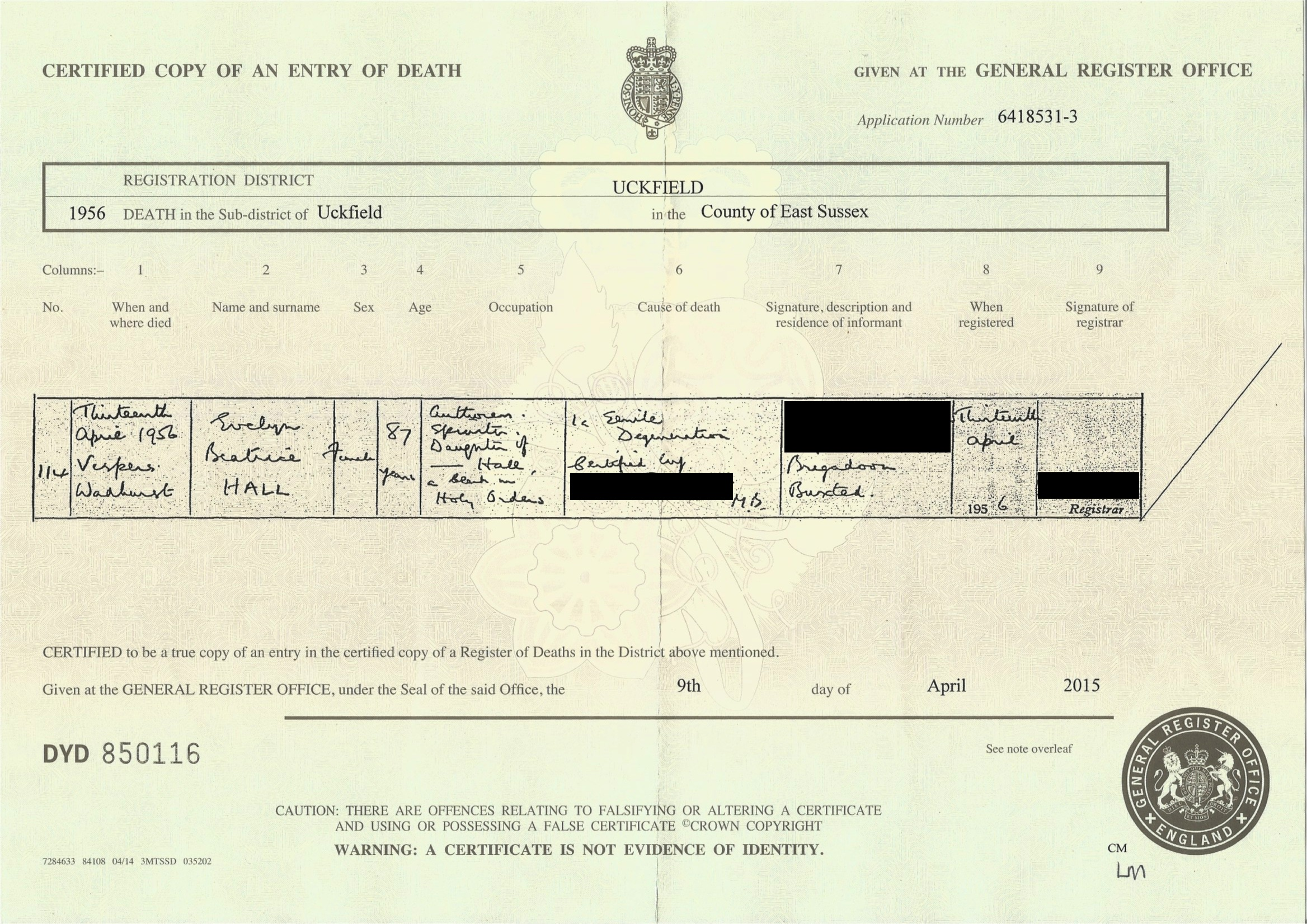
Totenschein von Evelyn Beatrice Hall

Hall hatte wohl einen erheblichen Einfluss auf das Leben von Hugh Stowell Scott (Pseudonym: Henry Seton Merriman). Bei seinem Tod im Jahr 1903 hinterließ er Hall £5.000 mit dem Hinweis „in Dankbarkeit für fortwährende Unterstützung und literarischen Rat, ohne die ich niemals fähig gewesen wäre, von der Schriftstellerei zu leben“.

## Bibliografie
Alle Werke sind unter dem Namen S. G. Tallentyre erschienen.
- Mit H. S. Merriman: The Money-Spinner and Other Character Notes. Smith, Elder & Co., London 1896.
- The Women of the Salons, and Other French Portraits. Longmans, London 1901.
- The Life of Voltaire. Smith, Elder & Co., London 1903.
- The Friends of Voltaire. Smith, Elder & Co., London 1906.
- The Life of Mirabeau. Smith, Elder & Co., London 1908.
- Voltaire In His Letters. John Murray, London 1919. (Übersetzerin)